# Aposporia
Aposporia (bezzarodnikowość) – jeden ze sposobów rozmnażania bezpłciowego roślin – apomiksji. U roślin zarodnikowych polega na powstawaniu gametofitu z komórki sporofitu niebędącej zarodnikiem (np. u paproci Athyrium filix femina). U roślin okrytonasiennych polega na powstawaniu zarodka z niezapłodnionej diploidalnej komórki jajowej woreczka zalążkowego, przy czym woreczek wytworzony jest nie jak zwykle z makrospory, lecz z komórki somatycznej zalążka (np. komórki osłonki lub ośrodka). Zjawisko to występuje np. u niektórych gatunków z rodzaju jaskier i jastrzębiec. U jastrzębca jedna z komórek woreczka zalążkowego zaczyna się rozrastać tak, że wypycha na zewnątrz komórkę macierzystą, a następnie sama przekształca się w woreczek zalążkowy.